# Ballinafad SAC
Ballinafad SAC este o arie protejată (arie specială de conservare — SAC, sit de importanță comunitară — SCI) din Irlanda întinsă pe o suprafață de 0,15 ha, integral pe uscat.

## Localizare
Centrul sitului Ballinafad SAC este situat la coordonatele 53°46′55″N 9°11′00″W / 53.78194°N 9.183452°V.

## Înființare
Situl Ballinafad SAC a fost declarat sit de importanță comunitară în ianuarie 2002 pentru a proteja un număr necunoscut de specii din flora spontană și fauna sălbatică aflate în arealul zonei. Situl a fost protejat și ca arie specială de conservare în mai 2016.

## Biodiversitate
Situată în ecoregiunea atlantică, aria protejată nu include niciun habitat protejat.
La baza desemnării sitului se află un număr nedeclarat de specii protejate.